# Ralph Pichler
Ralph Pichler (Thun, 20 de abril de 1954) es un deportista suizo que compitió en bobsleigh en las modalidades doble y cuádruple.
Ganó cinco medallas en el Campeonato Mundial de Bobsleigh entre los años 1983 y 1987, y tres medallas en el Campeonato Europeo de Bobsleigh entre los años 1982 y 1987. Participó en los Juegos Olímpicos de Sarajevo 1984, ocupando el sexto lugar en la prueba doble.

## Palmarés internacional
| Campeonato Mundial | Campeonato Mundial           | Campeonato Mundial | Campeonato Mundial |
| Año                | Lugar                        | Medalla            | Prueba             |
| ------------------ | ---------------------------- | ------------------ | ------------------ |
| 1983               | Lake Placid (Estados Unidos) | Medalla de oro     | Doble              |
| 1986               | Königssee (RFA)              | Medalla de plata   | Doble              |
| 1986               | Königssee (RFA)              | Medalla de bronce  | Cuádruple          |
| 1987               | Sankt Moritz (Suiza)         | Medalla de oro     | Doble              |
| 1987               | Sankt Moritz (Suiza)         | Medalla de bronce  | Cuádruple          |
| Campeonato Europeo |                              |                    |                    |
| Año                | Lugar                        | Medalla            | Prueba             |
| 1982               | Cortina d'Ampezzo (Italia)   | Medalla de oro     | Cuádruple          |
| 1983               | Sarajevo (Yugoslavia)        | Medalla de bronce  | Doble              |
| 1987               | Cervinia (Italia)            | Medalla de plata   | Cuádruple          |